# Mathieu Durchon
Matthieu Durchon, dit Mamoot, né le 27 juin 1981, est un ancien capitaine de l'équipe de France de hockey sur gazon, évoluant au poste d'attaquant,. 
Il est membre de l'équipe du Cercle athlétique de Montrouge (CAM), et a remporté le championnat de France de hockey sur gazon en 2002, 2004, 2010, et 2011 avec ce club.
Il a terminé troisième de la Coupe du monde en salle des nations, organisée en 2003 à Leipzig.